# Jabez Bunting Snowball
Pour les articles homonymes, voir Bunting.
Jabez Bunting Snowball (1837-1907) est un homme d'affaires et un homme politique qui est lieutenant-gouverneur, député et sénateur du Nouveau-Brunswick.

## Biographie
Jabez Bunting Snowball est né le 24 septembre 1837 à Lunenburg, en Nouvelle-Écosse, d'un père Ministre du culte méthodiste. Il suit des études à l'Académie Wesleyan de Sackville.
En 1858, il est engagé dans un magasin de Chatham dont il finira par être propriétaire en 1866. En 1872, il construit, toujours à Chatham, une scierie et développe peu à peu cette activité jusqu'à en posséder plusieurs dans la province, à tel point que dans les années 1890, il devient le deuxième exportateur de bois du Nouveau-Brunswick. Il diversifie ensuite ses activités en investissant dans les conserveries de homard et dans les télécommunications.
Parallèlement, il se lance en politique en se présentant aux élections fédérales de 1874 dans la circonscription de Northumberland, mais il est battu par Peter Mitchell, ancien premier ministre de la province. Il se représente en 1878 et est cette fois élu député le 17 septembre.
Snowball est nommé sénateur le 1er mai 1891 de la division sénatoriale de Chatham sur avis de John Alexander MacDonald, fonction qu'il occupera jusqu'au 1er février 1902.
Jabez Bunting Snowball est nommé lieutenant-gouverneur du Nouveau-Brunswick du 28 janvier 1902 jusqu'à sa mort, le 24 février 1907.

## Divers
Un de ses fils, William Bunting Snowball, deviendra lui aussi député de la circonscription fédérale de Northumberland.